# 羅帕夫西克
49°4′48″N 23°4′3″E / 49.08000°N 23.06750°E
羅帕夫西克（烏克蘭語：Ропавське），是烏克蘭西部的村莊，隸屬利維夫州的桑比爾區。該村面積0.5平方公里，海拔高度598米，2001年人口234，人口密度每平方公里468人。